# Gioco di massacro
Gioco di massacro (Jeu de massacre) è un film del 1967 diretto da Alain Jessua.
Ha vinto il premio per la miglior sceneggiatura al 20º Festival di Cannes.

## Riconoscimenti
- Festival di Cannes 1967
  - Premio per la sceneggiatura